# Karawanentee
Karawanentee (chinesisch 商隊茶 / 商队茶, Pinyin shāngduìchá – „Karawanentee“, meist 俄羅斯商隊茶 / 俄罗斯商队茶,  Éluósī shāngduìchá – „Russischer Karawanentee; Karawanentee nach russischer Art“) ist der Tee, der aus China per Karawanen nach Europa kam und nicht wie die Hauptmenge auf dem billigeren Seeweg. Vom Karawanentee zu unterscheiden ist der Ivan Chai (ein Weidenröschentee).

## Geschichte
Die ersten Tee-Importe nach Europa erfolgten per Handelsschiff durch die Niederländische Ostindien-Kompanie um das Jahr 1610, wobei die salzige, feuchte Seeluft die Qualität beeinträchtigte. Der alternative Landtransport nahm dabei die Route meistens über die Seidenstraße.
Für diesen Tee bürgerte sich der Name „Karawanentee“ ein. Zunächst wurde er in Russland getrunken, dann auch ins weitere Europa transportiert. Die ersten Importe werden 1618 dem Russen Wassili Starkow (auch Wassilij Storkow) zugerechnet, der als russischer Gesandter in China tätig war und 200 Kisten geschenkten Tee von China auf dem Landwege nach Russland zum Zaren transportierte, der dort Anklang fand. Später erfolgten die Transporte zunehmend über die Mongolei, Sibirien und Russland ans Schwarze Meer oder an die Ostseeküste, wo sie von friesischen Kaufleuten entgegengenommen wurden.
Als eine Besonderheit des Tees wurde früher das Aufbewahren neben den Lagerfeuern gesehen, wodurch sich das Raucharoma auf die Teeblätter übertrug. Dieser Rauchtee fand seine Liebhaber und das Raucharoma ist ein Charakteristikum noch heute angebotener Karawanentees, die über speziellen Hölzern geräuchert werden. Auch der Transport in großen Höhen bei der Überwindung der Gebirgszüge, die Körperwärme des Pferdes (beim Transport unter der Satteltasche) oder die Reibung haben die Teequalität offenbar positiv beeinflusst.
Als „Russischer Tee“ oder „Russischer Karawanentee“, wie der Karawanentee wegen seines Weges über Russland auch genannt wurde, bezeichnete man später eine feine Mischung aus verschiedenen chinesischen Teesorten wie Oolong, Keemun und Lapsang Souchong mit und ohne Raucharoma. Der Begriff wurde im deutschsprachigen Raum breit verwendet, teilweise auch als Synonym neben Englischer Tee für den Schwarztee ganz allgemein. 